# Argentinië op de Olympische Zomerspelen 1936
Argentinië nam deel aan de Olympische Zomerspelen 1936 in Berlijn, Duitsland. Het scoorde meer medailles dan vier jaar eerder, maar wel één keer goud minder.

## Medailles

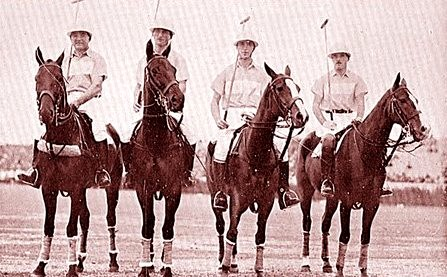
Argentijns poloteam op de Zomerspelen 1936

| Sport   | Olympiër                                                    | Onderdeel           | Medaille |
| ------- | ----------------------------------------------------------- | ------------------- | -------- |
| Boksen  | Oscar Casanovas                                             | -57,2kg(m)          | Goud     |
| Polo    | Andrés Gazzotti Manuel Andrada Roberto Cavanagh Luis Duggan | mannen              | Goud     |
| Boksen  | Guillermo Lovell                                            | +79,4kg(m)          | Zilver   |
| Zwemmen | Jeanette Campbell                                           | 100m vrije slag (v) | Zilver   |
| Boksen  | Raúl Villarreal                                             | -72,6kg(m)          | Brons    |
| Boksen  | Francisco Risiglione                                        | -79,4kg(m)          | Brons    |
| Roeien  | Horacio Podestá Julio Curatella                             | twee-zonder (m)     | Brons    |

## Resultaten

### Atletiek
| Olympiër             | Discipline | Resultaat   | Prestatie                                                                |
| -------------------- | ---------- | ----------- | ------------------------------------------------------------------------ |
| Antonio Sande        | 100m (m)   | series      | serie 2: 4e in 11,2                                                      |
| Tomás Beswick        | 100m (m)   | series      | serie 6: 3e in 10,9                                                      |
| Antonio Fondevilla   | 100m (m)   | series      | serie 9: 3e in 11,0                                                      |
| Tomás Beswick        | 200m (m)   | kwartfinale | serie 1: 2e in 22,1 kwartfinale 1: 6e                                    |
| Antonio Fondevilla   | 200m (m)   | series      | serie 6: 6e                                                              |
| Carlos Hofmeister    | 200m (m)   | kwartfinale | serie 8: 3e in 22,3 kwartfinale 2: 6e                                    |
| Juan Carlos Anderson | 400m (m)   | 9e          | serie 5: 2e in 49,4 kwartfinale 3: 2e in 48,7 halve finale 2: 5e in 48,5 |
| Juan Carlos Anderson | 800m (m)   | 7e          | serie 6: 1e in 1.55,1 halve finale 1: 3e in 1.54,8 finale: 7e            |

### Boksen
| Olympiër             | Discipline | Resultaat | Prestatie |
| -------------------- | ---------- | --------- | --- |
| Alfredo Carlomagno   | -50,8kg(m) | 4e        | 1e ronde: vrij 2e ronde: W van JPN Nakano: punten kwartfinale: W van RSA Passmore: punten halve finale V van GER Kaiser: punten bronzen finale: V van USA Laurie: walk-over            |
| Leonardo Gula        | -53,5kg(m) | 17e       | 1e ronde: V van USA Wilson: punten |
| Oscar Casanovas      | -57,2kg(m) | Goud      | 1e ronde: vrij 2e ronde: W van FIN Karlsson: punten kwartfinale: W van POL Polus: punten halve finale: W van HUN Frigyes: punten finale: W van RSA Catterall: punten                   |
| Lidoro Oliver        | -61,2kg(m) | 5e        | 1e ronde: vrij 2e ronde: W van NZL Fisher: punten kwartfinale: V van DEN Kops: punten                                                                                                  |
| Raúl Rodríguez       | -66,7kg(m) | 5e        | 1e ronde: W van CZE Rajdl: punten 2e ronde: W van NZL Arbuthnott: punten kwartfinale: V van DEN Pedersen: punten                                                                       |
| Raúl Villarreal      | -72,6kg(m) | Brons     | 1e ronde: vrij 2e ronde: W van AUT Zehetmayer: punten kwartfinale: W van NED Dekkers: punten halve finale: V van FRA Despeaux: punten bronzen finale: W van POL Chmielewski: walk-over |
| Francisco Risiglione | -79,4kg(m) | Brons     | 1e ronde: vrij 2e ronde: W van LUX Graser: punten kwartfinale: W van GBR Griffin: punten halve finale: V van GER Vogt: punten bronzen finale: W van RSA Leibbrandt: walk-over          |
| Guillermo Lovell     | +79,4kg(m) | Zilver    | 1e ronde: vrij 2e ronde: W van DEN Hermansen: punten kwartfinale: W van URU Feans: punten halve finale: W van NOR Nilsen: punten finale: V van GER Runge: punten                       |

### Polo
| Olympiër                                                    | Discipline | Resultaat | Prestatie                                                          |
| ----------------------------------------------------------- | ---------- | --------- | ------------------------------------------------------------------ |
| Manuel Andrada Roberto Cavanagh Luis Duggan Andrés Gazzotti | mannen     | Goud      | voorronde: W van Mexico: 15-5 finale: W van Groot-Brittannië: 11-0 |

### Roeien
| Olympiër                        | Discipline      | Resultaat | Prestatie                                                                                          |
| ------------------------------- | --------------- | --------- | -------------------------------------------------------------------------------------------------- |
| Antonio Giorgio                 | skiff (m)       | 6e        | serie 4: 3e in 7.33,0 herkansing 3: 1e in 7.38,7 halve finale 1: 3e in 8.18,4 finale: 6e in 8.57,5 |
| Horacio Podestá Julio Curatella | twee-zonder (m) | Brons     | serie 3: 2e in 7.20,0 halve finale 1: 1e in 9.11,4 finale: 3e in 8.23,0                            |

### Schermen
| Olympiër                                                                                        | Discipline      | Resultaat | Prestatie |
| ----------------------------------------------------------------------------------------------- | --------------- | --------- | --- |
| Raúl Saucedo                                                                                    | degen (m)       | 29e       | 1e ronde 8: 5e V van USA Weber: 2-3 W van FRA Péchaux: 3-0 V van SUI Hauert: 1-3 V van DEN Sørensen: 2-3 V van GER Röthig: 2-3 W van GRE Bembis: 3-1 W van YUG Tretinjak: 3-0 2e ronde 4: 6e V van MEX Haro: 1-3 V van ITA Cornaggia-Medici: 1-3 V van BRA de Aguilar: 2-3 V van BEL de Bergendael: 1-3 W van POR Carinhas: 3-0 V van HUN von Bartha: 1-3 W van ROU Marinescu: 3-2 W van SWE Dyrssen: 3-2 |
| Antonio Villamil                                                                                | degen (m)       | 24e       | 1e ronde 1: 3e V van ROU Marinescu: 2-3 W van HUN Bay: 3-2 W van POL Kantor: 3-2 W van EGY Abdin: 3-1 W van GBR de Beaumont: 3-0 W van GER Schröder: 3-2 2e ronde 3: 6e V van ITA Riccardi: 2-3 V van HUN Bay: 1-3 V van POR Leal: 2-3 W van SUI Fitting: 3-2 G van GRE Zalokostas: 3-3 V van NED Driebergen: 0-3 W van EGY Boulad: 3-0 W van DEN Sørensen: 3-0                                           |
| Roberto Larraz Luis Lucchetti Antonio Villamil Roberto Larraz Héctor Lucchetti                  | degen team (m)  | 11e       | 1e ronde 5: 1e W van Griekenland: 11-1 kwartfinale 3: 3e V van Portugal: 5-9 V van België: 8-8 (34-35) |
| Ángel Gorordo                                                                                   | floret (m)      | 38e       | 1e ronde 1: 5e V van ITA Gaudini: 1-5 V van SWE Ljungquist: 1-5 V van BEL Valcke: 3-5 W van CZE Kirchmann: 5-1 W van CHI Barros: 5-0 W van GRE Ferentinos: 5-2 |
| Roberto Larraz                                                                                  | floret (m)      | 4e        | 1e ronde 2: 2e V van FRA Gardère: 4-5 W van GRE Bembis: 5-4 W van SUI von Meiss: 5-2 W van BRA Vagnotti: 5-1 W van YUG Koršić: 5-1 2e ronde 4: 2e V van GBR Lloyd: 3-5 W van EGY Abdin: 5-1 W van YUG Marion: 5-2 W van GRE Bembis: 5-3 kwartfinale 1: 6e V van ITA Gaudini: 3-5 V van GER Eisenecker: 4-6 V van FRA Gardère: 4-5 V van HUN Bay                                                           |
| Rodolfo Valenzuela                                                                              | floret (m)      | 22e       | 1e ronde 6: 5e V van USA Levis: 2-5 V van EGY Abdin: 4-5 V van HUN Bay: 2-5 W van NOR Frølich: 5-4 W van BRA Alessandri: 5-1 W van CAN Dalton: 5-2 |
| Roberto Larraz Héctor Lucchetti Ángel Gorordo Luis Lucchetti Rodolfo Valenzuela Manuel Torrente | floret team (m) | 8e        | 1e ronde 3: 1e W van Denemarken: 14-2 kwartfinale 1: 2e W van Groot-Brittannië: 8-8 (62-57) halve finale 2: 4e V van Frankrijk: 4-12 V van Duitsland: 5-11 V van België: 5-11 |
| José Manuel Brunet                                                                              | sabel (m)       | 58e       | 1e ronde 1: 6e V van HUN Gerevich: 1-5 V van FRA Faure: 1-5 V van POL Segda: 2-5 V van GBR Brook: 3-5 V van URU Betancur: 4-5 W van GRE Psarrakis: 5-3 V van BEL Heywaert: 4-5 |
| Vicente Krause                                                                                  | sabel (m)       | 19e       | 1e ronde 6: 3e V van BEL Laermans: 3-5 V van AUT Loisel: 2-5 W van TUR Balkan: 5-1 W van CHI Goyoaga: 5-2 W van SUI Glasstetter: 5-3 2e ronde 4: 4e V van HUN Kabos: 2-5 V van AUT Losert: 4-5 W van BUL Vasilev: 5-2 W van NED Montfoort: 5-1 V van GRE Manolesos: 4-5 |
| Carmelo Merlo                                                                                   | sabel (m)       | 54e       | 1e ronde 8: 6e V van BUL Vasilev: 2-5 V van URU Rodríguez: 2-5 V van NED van Wieringen: 3-5 V van SWE Tingdahl: 2-5 W van YUG Pintarić: 5-2 |

### Schietsport
| Olympiër           | Discipline              | Resultaat | Prestatie                              |
| ------------------ | ----------------------- | --------- | -------------------------------------- |
| Guillermo Canciani | 50m geweer liggend (m)  | 44e       | 288 punten                             |
| Miguel Lonegro     | 50m pistool (m)         | 27e       | 513 punten (87-78-87-85-90-85)         |
| Juan Rostagno      | 50m pistool (m)         | 18e       | 519 punten (90-85-88-80-89-87)         |
| Lorenzo Amaya      | 25m snelvuurpistool (m) | 28e       | 1e ronde: 18 punten 2e ronde: 1 punt   |
| Carlos Balestrini  | 25m snelvuurpistool (m) | 19e       | 1e ronde: 18 punten 2e ronde: 5 punten |

### Zeilen
| Olympiër                     | Discipline | Resultaat | Prestatie                 |
| ---------------------------- | ---------- | --------- | ------------------------- |
| Julio Sieburger              | 6m         | 4e        | 52 punten (5-8-2-8-4-5-7) |
| Rufino Rodríguez de la Torre | 8m         | 7e        | 25 punten (8-7-7-9-8-6-7) |

### Zwemmen
| Olympiër          | Discipline          | Resultaat | Prestatie                                                               |
| ----------------- | ------------------- | --------- | ----------------------------------------------------------------------- |
| Jeanette Campbell | 100m vrije slag (v) | Zilver    | serie 3: 1e in 1.06,8 halve finale 2: 1e in 1.06,6 finale: 2e in 1.06,4 |

Afghanistan · Argentinië · Australië · België · Bermuda · Bolivia · Brazilië · Brits-Indië · Bulgarije · Canada · Chili · Colombia · Costa Rica · Denemarken · Duitsland · Egypte · Estland · Filipijnen · Finland · Frankrijk · Griekenland · Groot-Brittannië · Hongarije · IJsland · Italië · Japan · Joegoslavië · Letland · Liechtenstein · Luxemburg · Malta · Mexico · Monaco · Nederland · Nieuw-Zeeland · Noorwegen · Oostenrijk · Peru · Polen · Portugal · Republiek China · Roemenië · Tsjecho-Slowakije · Turkije · Uruguay · Verenigde Staten · Zuid-Afrika · Zweden · Zwitserland